# 保羅·巴特菲爾德
保羅·凡·巴特菲爾德（英語：Paul Vaughn Butterfield，1942年12月17日—1987年5月4日）是一名美國藍調口琴手與歌手。在早年訓練成為古典長笛演奏家之後，他開始對藍調口琴感興趣。他的藍調背景源於家鄉芝加哥，在那裡他遇到了馬迪·沃特斯等藍調大師，在他們的鼓勵下，他開始參加多場即興演奏會。不久後巴特菲爾德便開始與尼克·格拉維尼泰斯和埃爾文·畢曉普等友人一同表演。
1963年，巴特菲爾德組織了保羅·巴特菲爾德藍調樂團（英語：Paul Butterfield Blues Band），錄製了幾張成功的專輯，並在1960年代後期的音樂會和電影節上受到歡迎，包括在舊金山的費爾摩禮堂、紐約的Fillmore East、蒙特雷流行音樂節和胡士托音樂節上的演出。保羅·巴特菲爾德藍調樂團以結合電子芝加哥藍調和搖滾樂、並為他們開創性的融合爵士樂表演和作品而聞名。在1971年解散後，巴特菲爾德組建了保羅·巴特菲爾德的美好日子（英語：Paul Butterfield's Better Days），繼續與導師馬迪·沃特斯以及樂團成員一起巡迴演唱。 在錄製作品和表演的同時，巴特菲爾德因吸食過量的海洛因在1987年去世，享年44歲。
2006年，保羅·巴特菲爾德被引入藍調名人堂，而他和保羅·巴特菲爾德藍調樂團的早期成員在2015年入選搖滾名人堂，這兩方都注意到他的口琴技巧以及他為將藍調音樂帶給年輕和更廣泛的觀眾所作的貢獻。